# 武居保男
武居 保男（たけい やすお、1957年5月23日 - ）は、日本の政治家。長野県上伊那郡辰野町長（2期）。

## 来歴
長野県上伊那郡辰野町下辰野本町3丁目で生まれる。
1971年（昭和46年）4月、辰野町立辰野中学校入学。
1974年（昭和49年）4月、長野県諏訪清陵高等学校入学。
1977年（昭和52年）4月、中央大学法学部法律学科入学。
1986年（昭和61年）秋、「長野県商工会連合会経営指導員統一試験」に合格。
1987年（昭和62年）2月、辰野町商工会（経営指導員）就職。辰野町消防団第8分団入団。
1992年（平成4年）4月、辰野町消防団第8分団長就任。
1998年（平成10年）7月、箕輪町商工会（経営指導員）転勤。
1999年（平成11年）7月、辰野町消防団副団長就任。
2004年（平成16年）7月、辰野町商工会（経営指導員）に戻る。
2006年（平成18年）4月 - 2010年（平成22年）3月 辰野町消防団 団長。
2013年（平成25年）11月、加島範久町長のもと、辰野町副町長就任。
2017年（平成29年）8月、辰野町副町長 退任。同年11月、小沢洋一氏（新人）を破り、辰野町長に初当選した。
2021年（令和3年）11月、無投票により辰野町長（2期目）に再選した。